# 下飯坂元
下飯坂 元（しもいいざか はじめ、1895年〈明治28年〉1月 - 1959年〈昭和34年〉11月23日）は、朝鮮総督府官僚。岩手県水沢町長。父は衆議院議員を務めた下飯坂権三郎。

## 経歴
岩手県胆沢郡水沢町（現在の奥州市）出身。1919年（大正8年）、中央大学専門部法科を卒業。1922年（大正11年）、朝鮮総督府専売局雇となる。1924年（大正13年）11月に高等試験行政科に合格した。朝鮮総督府属、警視、理事官・京畿道地方課長、事務官・忠清南道財務部長、江原道警察部長、咸鏡北道警察部長、全羅南道内務部長、農林局米穀課長、同糧政課長を歴任。1942年（昭和17年）、平安南道知事に就任した。1944年（昭和19年）に退官した。
戦後は水沢町長、岩手県町村会長に選ばれた。1953年の第3回参議院議員通常選挙において岩手地方区から自由党公認で立候補したが落選した。